# Mirville
Mirville település Franciaországban, Seine-Maritime megyében. Lakosainak száma 354 fő (2022. január 1.). Mirville Beuzeville-la-Grenier, Bréauté, Nointot, Saint-Jean-de-la-Neuville és Vattetot-sous-Beaumont községekkel határos.

## Népesség
A település népességének változása:
| Lakosok száma | 334  | 331  | 337  | 335  | 339  | 342  | 351  | 352  | 354  |
|               | 2013 | 2015 | 2016 | 2017 | 2018 | 2019 | 2020 | 2021 | 2022 |